# Chthonerpeton viviparum
Espèce
Statut de conservation UICN

 DD  : Données insuffisantes
Chthonerpeton viviparum est une espèce de gymnophiones de la famille des Typhlonectidae.

## Répartition
Cette espèce est endémique de la municipalité de Joinville dans le nord-est de l'État de Santa Catarina au Brésil. Elle se rencontre jusqu'à 400 m d'altitude.

## Publication originale
- Parker & Wettstein, 1929 : A new caecilian from S. Brazil. Annals and Magazine of Natural History, ser. 10, vol. 4, p. 594-596.